# Limnophora kamulaiensis
Limnophora kamulaiensis este o specie de muște din genul Limnophora, familia Muscidae, descrisă de Shinonaga în anul 2005. Conform Catalogue of Life specia Limnophora kamulaiensis nu are subspecii cunoscute.